# Nepalimeria
Genre
Nepalimeria est un genre de collemboles de la famille des Neanuridae.

## Distribution
Les espèces de ce genre se rencontrent en Himalaya.

## Liste des espèces
Selon Checklist of the Collembola of the World (version du 16 octobre 2019) :
- Nepalimeria coccinea Cassagnau, 1984
- Nepalimeria dal Cassagnau, 1984
- Nepalimeria ganash Cassagnau, 1993
- Nepalimeria heterochaeta Cassagnau, 1984
- Nepalimeria khorensis Cassagnau, 1984
- Nepalimeria lepchana (Yosii, 1966)

## Publication originale
- Cassagnau, 1984 : Introduction à l’étude des phylliomeriens (Collemboles Neanurinae): diagnoses préliminaires des espèces. Travaux du Laboratoire d'Écobiologie des Arthropodes Édaphiques Toulouse, vol. 4, no 3, p. 1-30.